# Hus
Hus (německy Gans) je zřícenina hradu asi 1,5 km jihozápadně od Křišťanovic v okrese Prachatice. Stojí v nadmořské výšce 730 m na úzké skalní ostrožně, která vybíhá z jižního úbočí Panského vrchu a obtéká ji řeka Blanice. Od roku 1963 je chráněn jako kulturní památka.

## Historie hradu
V roce 1341 povolil král Jan Lucemburský bratrům Jenšíkovi, Vavřinci, Herbortovi a Peškovi z Janovic v místě zvaném Na husi postavit hrad k ochraně nově zakládaných vesnic v okolí Záblatí. Z nich v roce 1359 žil už jen Pešek a ze zemřelých bratrů měl potomky pouze Herbort. Téhož roku jim císař Karel IV. potvrdil manské vlastnictví hradu. Podle jeho listiny k hradu patřila městečka Husinec a Záblatí a vesnice Řepešín, Zvěřenice, Křišťanovice, Mlynářovice, Krejčovice, Milešice, Zábrdí a samostatný statek Lažiště.
Postavený hrad zůstal v majetku pánů z Janovic do roku 1363, kdy se hrad stal majetkem královské komory. Kolem roku 1390 zastavil Václav IV. hrad Hus svému oblíbenci, Zikmundu Hulerovi. Ten byl majitelem hradu, města Záblatí a okolních vesnic až do své popravy v roce 1405. Poté Václav IV. dosadil na hrad jako dědičného purkrabího Mikuláše z Pístného, který se později začal psát jako Mikuláš z Husi. Ten před svou smrtí v roce 1420 postoupil Hus Janu Smilovi z Křemže. V roce 1439 byl Jan Smil svým úhlavním nepřítelem, Oldřichem z Rožmberka, lstivě vlákán do krumlovského hradu a uvězněn. Hrad Hus tak zůstal bez pána a zmocnil se jej loupeživý rytíř Habart Lopata z Hrádku. V roce 1441 proto na něj zaútočili Přibík z Klenové, Petr Zmrzlík ze Svojšína a Jan Sedlecký z Prachatic se svými vojsky. Po obléhání se vyhladovělá posádka vzdala. Hrad byl zapálen a rozbořen a po sto letech existence se stal opuštěnou zříceninou.

## Současnost
Hrad byl postaven na úzkém ostrohu, který v zadní části klesá k řece Blanici. V této snížené části se nacházelo předhradí a hradní jádro zaujalo nejvyšší část dispozice v čele hradu nad šíjovým příkopem, který hrad odděloval od zbytku ostrožny. Přístupová cesta vedla od severu podél jihozápadní strany jádra, za kterým vstoupila do předhradí z nějž se dochovaly výrazné zbytky jeho hradeb. Podél jihozápadní hradby stála dlouhá budova. Na východní straně z předhradí vybíhá směrem k řece hradba, která umožňovala nabírat vodu přímo z řeky.
Hradní jádro bylo od předhradí odděleno příkopem. Podoba jádra je však nejasná, protože zřícené zdivo hradních budov zaplnilo prostor mezi nimi, výrazně navýšilo úroveň terénu, a vytvořilo tak tzv. zavřený hrad. Pravděpodobně zde stálo více budov.

## Přístup
Zřícenina hradu je volně přístupná. Přímo přes ostrožnu se zbytky hradu vede modře značená turistická trasa z Libínského Sedla do Volar.

## Galerie

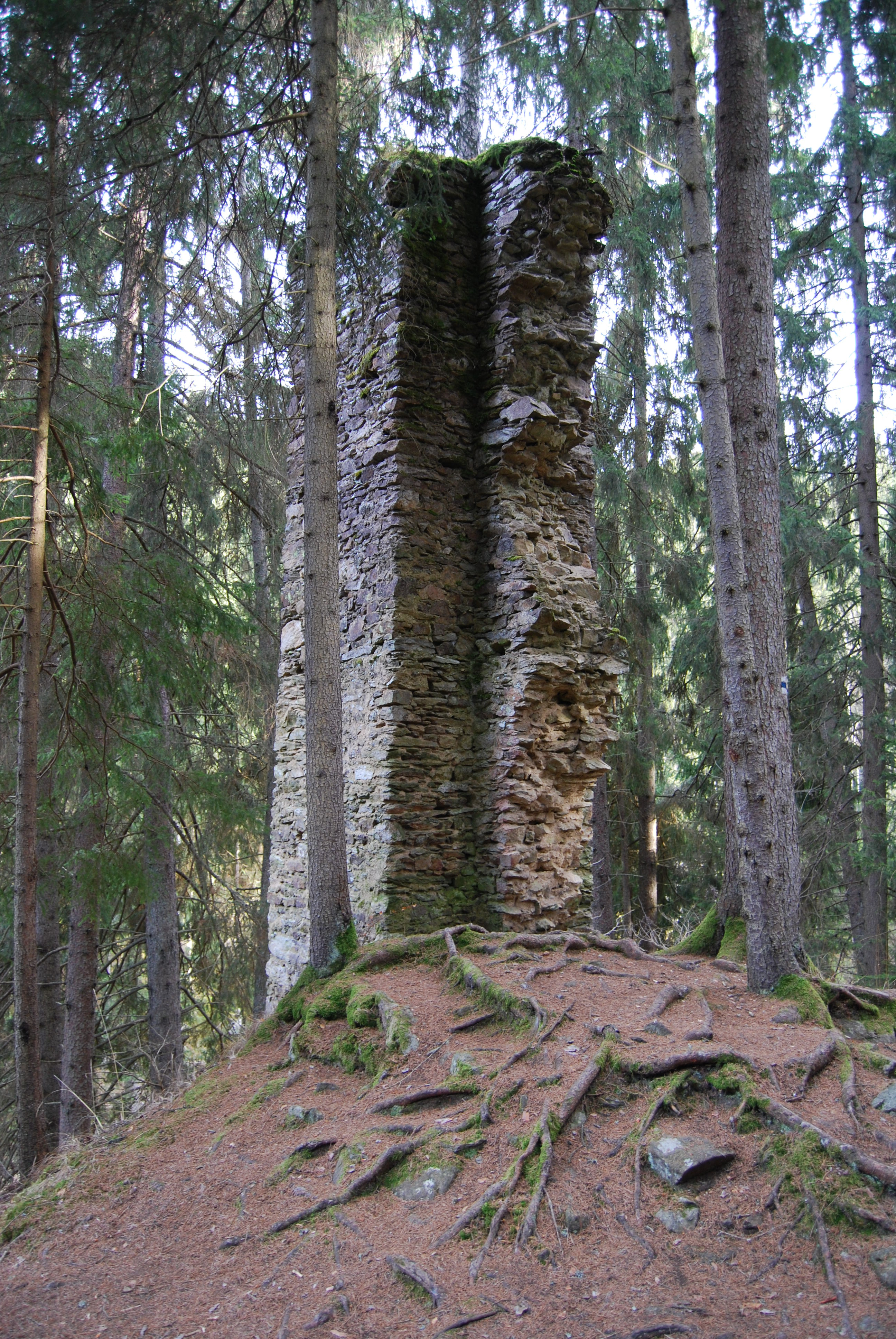
Pilíř ve východním nároží
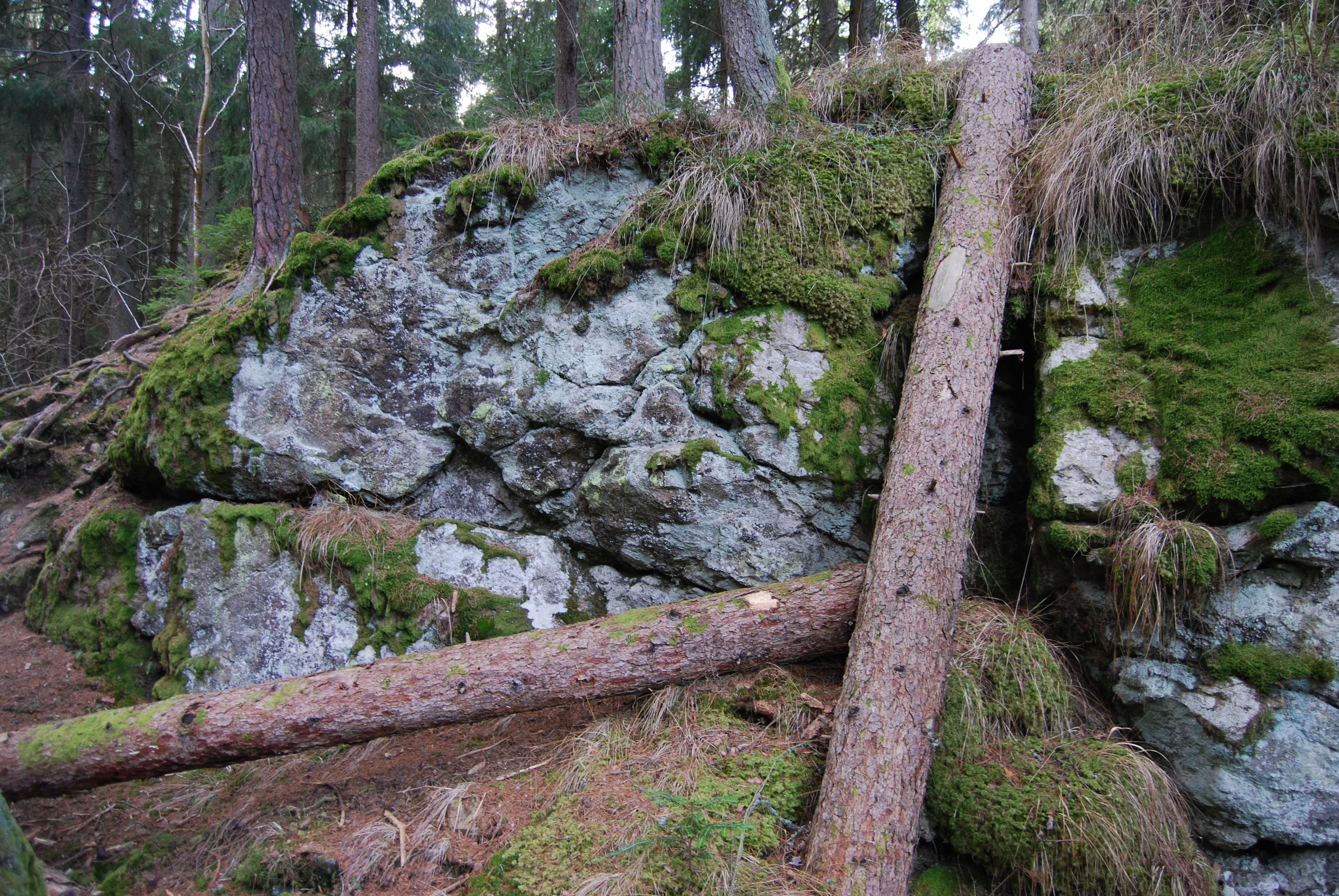
Hrad Hus
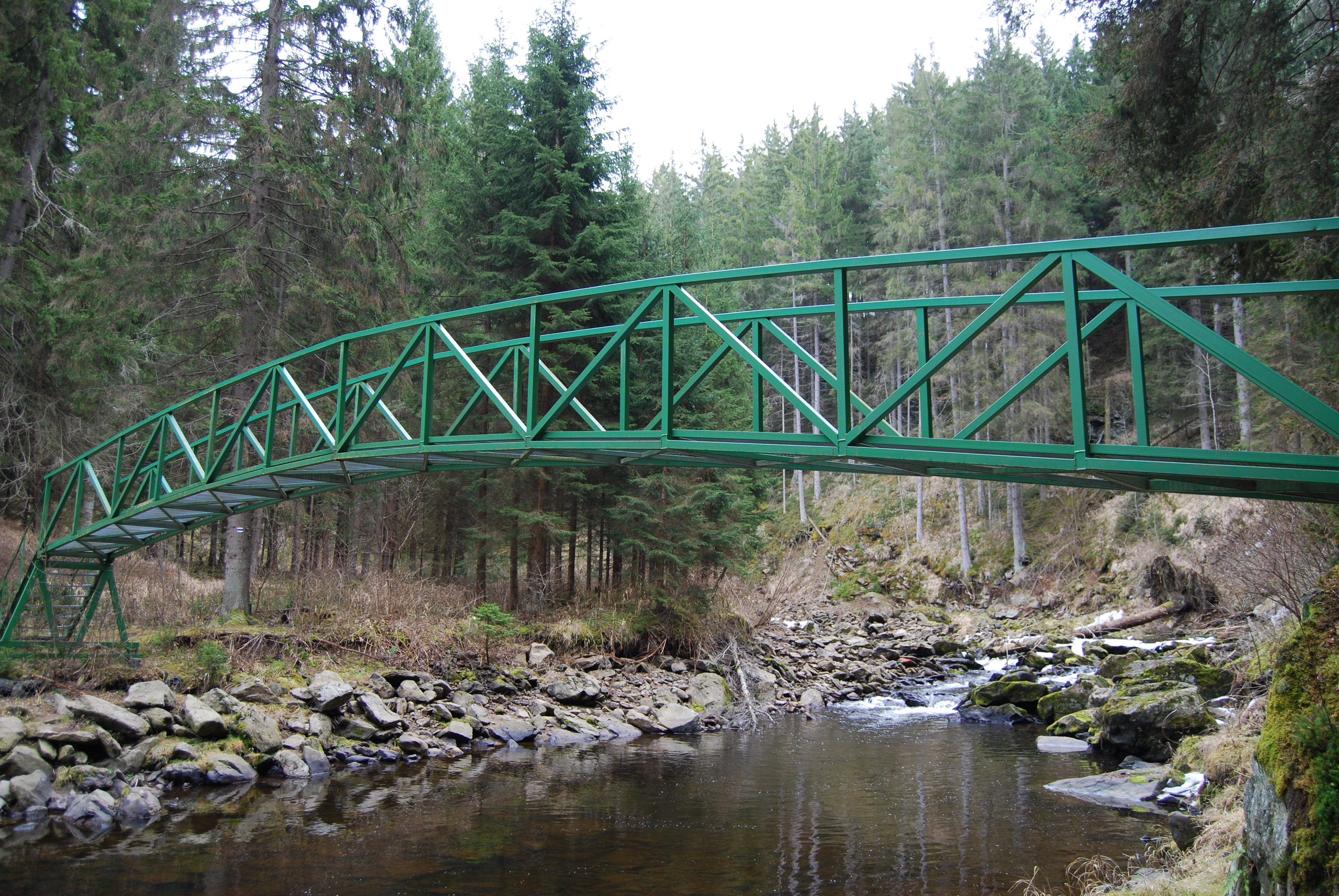
Lávka u stezky ke zřícenině
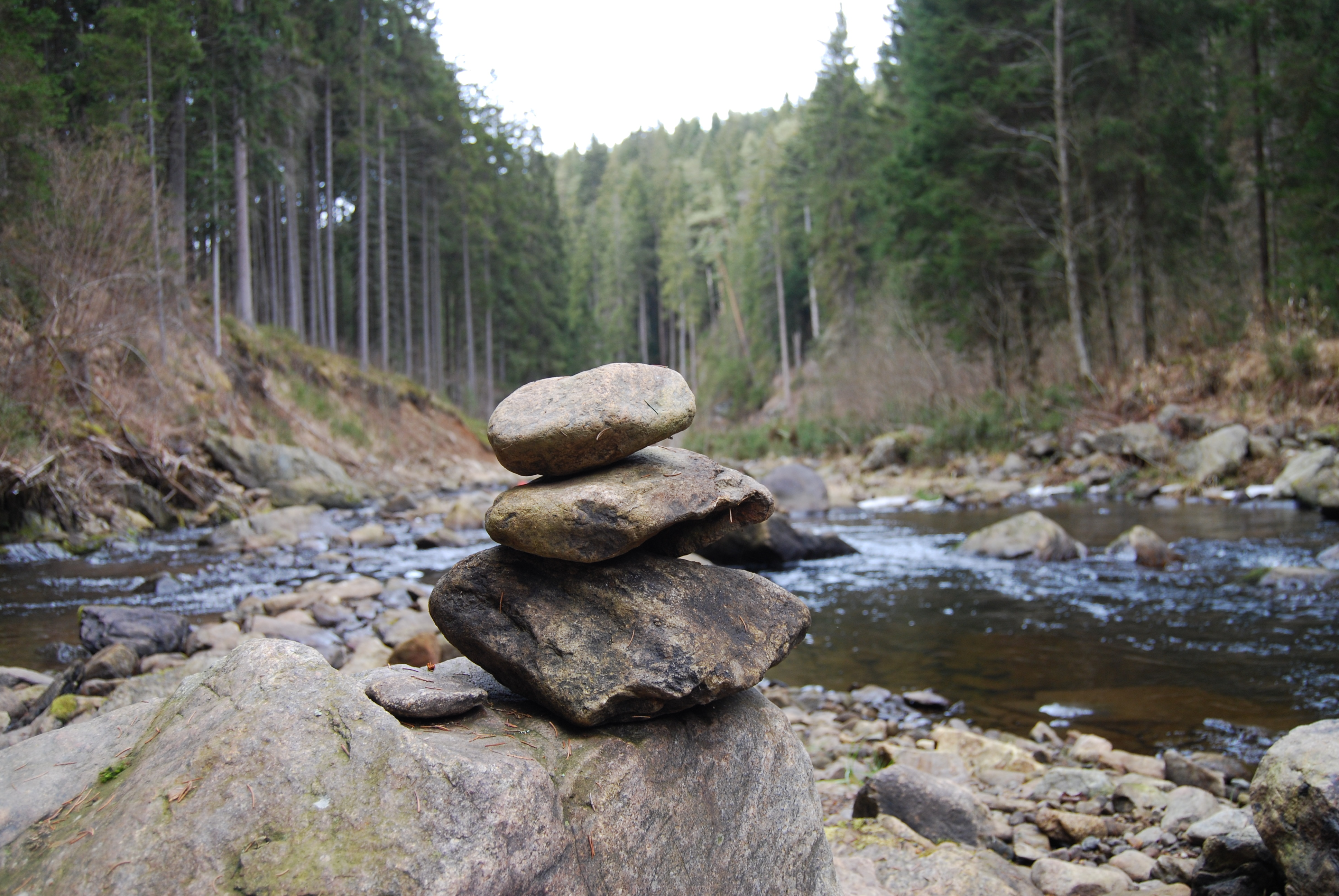
Řeka Blanice